# Vlag van Scharendijke

Vlag van Scharendijke

De vlag van Scharendijke werd in 30 maart 2011 door het Nederlandse dorp Scharendijke in gebruik genomen. De beschrijving luidt: 
Horizontaal verdeeld rood-wit-blauw-wit-blauw-wit (5:1:1:1:1:1) met een gele driehoek langs de broeking en tot het midden van de vlag, beladen met een groene bel.
De vlag is ontworpen door Hans van Heijningen. De bel, die oorspronkelijk deel uitmaakte van het voormalige klooster van Bethlehem, is verplaatst naar de klokkentoren van de hervormde kerk van het dorp aan het Bethlehemplein.
Boschkapelle
· Cadzand
· Clinge
· Eede
· Graauw en Langendam
· Haamstede
· 's-Heer Arendskerke
· 's-Heerenhoek
· Heille
· Heinkenszand
· Hengstdijk
· Hoedekenskerke
· Hoek
· Hoofdplaat
· Koewacht
· Kwadendamme
· Nieuwerkerk
· Nieuwvliet
· Ossenisse
· Ouwerkerk
· Overslag
· Philippine
· Retranchement
· Rilland
· Scharendijke
· Serooskerke (Schouwen-Duiveland)
· Serooskerke (Veere)
· Sint Anna ter Muiden
· Sint-Annaland
· Sint Kruis
· Sirjansland
· Stoppeldijk
· Yerseke